# Lista de prefeitos eleitos no Acre em 2000
Na formação desta lista foram consultados arquivos on line do Tribunal Regional Eleitoral e Tribunal Superior Eleitoral, sendo à época do pleito o Acre possuía 22 municípios.
A referida disputa aconteceu dois anos após as eleições estaduais no Acre em 1998 e aconteceram nos dias 1º de outubro, o 1º turno e 29 de outubro, o 2º turno, ocasião em que Jorge Viana era governador do estado.

## Prefeitos eleitos peloPT
O partido triunfou em 7 municípios, o equivalente a 31,82% do total.
| Bandeira | Município           | Prefeito eleito                    | Partido | Nascido em     | UF          |
| -------- | ------------------- | ---------------------------------- | ------- | -------------- | ----------- |
|          | Assis Brasil        | Manoel Batista de Araújo           | PT      | Brasiléia      | Acre        |
|          | Brasiléia           | José Alvani Lopes                  | PT      | Brasiléia      | Acre        |
|          | Feijó               | Francimar Fernandes de Albuquerque | PT      | Feijó          | Acre        |
|          | Manoel Urbano       | Jorge Almeida da Silva             | PT      |                |             |
|          | Santa Rosa do Purus | José Altamir Taumaturgo Sá         | PT      | Sena Madureira | Acre        |
|          | Tarauacá            | Jasone Ferreira da Silva           | PT      | Poxoréu        | Mato Grosso |
| Xapuri   | Xapuri              | Júlio Barbosa de Aquino            | PT      | Xapuri         | Acre        |

## Prefeitos eleitos peloPMDB
O partido triunfou em 5 municípios, o equivalente a 22,73% do total.
| Bandeira    | Município            | Prefeito eleito                  | Partido | Nascido em      | UF   |
| ----------- | -------------------- | -------------------------------- | ------- | --------------- | ---- |
|             | Bujari               | João Edvaldo Teles de Lima       | PMDB    | Tarauacá        | Acre |
|             | Marechal Thaumaturgo | Itamar Pereira de Sá             | PMDB    | Cruzeiro do Sul | Acre |
|             | Porto Acre           | Pedro Rodrigues Linard           | PMDB    |                 |      |
| Mâncio Lima | Porto Walter         | Vanderley Messias Sales          | PMDB    | Cruzeiro do Sul | Acre |
| Rio Branco  | Rio Branco           | Flaviano Flávio Baptista de Melo | PMDB    | Rio Branco      | Acre |

## Prefeitos eleitos peloPPB
O partido triunfou em 5 municípios, o equivalente a 22,73% do total.
| Bandeira        | Município       | Prefeito eleito                    | Partido | Nascido em      | UF      |
| --------------- | --------------- | ---------------------------------- | ------- | --------------- | ------- |
| Cruzeiro do Sul | Cruzeiro do Sul | Carlos César Correia de Messias    | PPB     | Cruzeiro do Sul | Acre    |
|                 | Epitaciolândia  | João Sebastião Flores da Silva     | PPB     | Brasileia       | Acre    |
|                 | Jordão          | Francisco Turiano de Farias        | PPB     |                 | Acre    |
| Mâncio Lima     | Mâncio Lima     | Luiz Helosman de Figueiredo        | PPB     | Mãe d'Água      | Paraíba |
| Rodrigues Alves | Rodrigues Alves | Francisco Vagner de Santana Amorim | PPB     | Rodrigues Alves | Acre    |

## Prefeitos eleitos peloPSDB
O partido triunfou em 3 municípios, o equivalente a 13,63% do total.
| Bandeira              | Município         | Prefeito eleito             | Partido | Nascido em            | UF     |
| --------------------- | ----------------- | --------------------------- | ------- | --------------------- | ------ |
| Bandeira desconhecida | Acrelândia        | Sebastião Bocalom Rodrigues | PSDB    | Bela Vista do Paraíso | Paraná |
|                       | Capixaba          | Lourival Mustafá de Andrade | PSDB    | Rio Branco            | Acre   |
| Plácido de Castro     | Plácido de Castro | Francisco Tavares de Souza  | PSDB    | Tarauacá              | Acre   |

## Prefeitos eleitos peloPFL
O partido triunfou em 2 municípios, o equivalente a 9,09% do total.
| Bandeira | Município        | Prefeito eleito                   | Partido | Nascido em   | UF       |
| -------- | ---------------- | --------------------------------- | ------- | ------------ | -------- |
|          | Sena Madureira   | Antônia França de Oliveira Vieira | PFL     | Boca do Acre | Amazonas |
|          | Senador Guiomard | Manoel Gomes Socorro da Silva     | PFL     | Rio Branco   | Acre     |